# Esther Sévérac
Esther Sévérac (* 30. April 1989 in Genf) ist eine deutsch-französische Harfenistin, die sowohl in der klassischen als auch in der Jazz- und Fusionmusik tätig ist.

## Leben und Wirken
Sévérac ist in Genf aufgewachsen, wo sie seit 1996 Harfenunterricht am Conservatoire de musique de Genève bei Catherine Eisenhoffer und Geneviève Chevallier erhielt. Nach der Matura erwarb sie an der Universität Genf 2010 einen Bachelor in Übersetzung. Nach einer Studienvorbereitung an der Haute Ecole de Musique de Genève absolvierte sie zwischen 2010 und 2013 ihr Bachelorstudium als Harfenistin in Basel; anschließend hat sie dort die Studiengänge Solo-Performance und Pädagogik an der Hochschule für Musik bei Sarah O’Brien jeweils mit dem Master abgeschlossen. Von 2010 bis 2015 spielte sie Soloharfe im Schweizer Jugendsinfonieorchester unter Leitung von Kai Bumann.
Sévérac lebt heute in Basel. 2014 war sie Mitbegründerin des Musiktheater-Quartetts Les Baronnes Underground (mit Anne-Lise Teruel, Anna Tuena und Cécile Unternährer), in dem sie nicht nur Harfe spielt, sondern auch als Sängerin und Schauspielerin auftritt. Mit dem Saxophonisten Niko Seibold arbeitete sie seit 2016 im Duo Harpkissax und in Seibolds Elfton Ensemble (gleichnamiges Album 2024). Sie leitete ihr elektroakustisches Improvisations-Trio Orbitarium und gehört zum Quartett Ayé! von Mirjam Hässig. Im Bereich der Klassik ist sie im Duo Estival mit der Flötistin Anne-Lise Teruel tätig. Weiterhin wirkte sie bei Basel Sinfonietta und im Kammerorchester Basel. Als Solistin trat sie zudem mit dem Sinfonieorchester Basel, dem Orchester I Medici und der Sinfonietta Dachau auf.
Sévérac veröffentlichte 2023 ihr Soloalbum Work Witch! bei Hout Records. Sie ist auch auf Someone Is Following von Johannes Maikranz und Yumi Itos Album Stardust Crystals zu hören. Seit 2022 ist sie zudem Dozentin für Fachdidaktik Harfe an der Hochschule für Musik Basel.